# Phlyarus cristatus
Phlyarus cristatus är en skalbaggsart som beskrevs av Charles Joseph Gahan 1907. Phlyarus cristatus ingår i släktet Phlyarus och familjen långhorningar. Inga underarter finns listade i Catalogue of Life.